# Georg Kandlinger
Georg Kandlinger (* 20. März 1949 in Rottach-Egern; † 16. November 2020 in Hausham) war ein deutscher Skilangläufer.
Kandlinger, der für den SC Rottach-Egern startete, kam im Februar 1976 bei seiner einzigen Teilnahme an Olympischen Winterspielen in Innsbruck auf den 31. Platz über 15 km und zusammen mit Franz Betz, Walter Demel und Georg Zipfel auf den neunten Rang in der Staffel. Bei deutschen Meisterschaften siegte er im Jahr 1975 über 50 km.